# Annelsbach
Annelsbach, ein anerkannter Erholungsort, ist ein Ortsteil der Gemeinde Höchst im Odenwald im südhessischen Odenwaldkreis.

## Geographie
Annelsbach liegt von Tannen- und Mischwald umgeben im nördlichen Odenwald, ca. 14 km nördlich von Erbach. Das geschlossene Dorf befindet sich in einem kleinen Tal am gleichnamigen Bach im Buntsandsteingebiet des Odenwalds in einseitiger Tallage. Der Ortsteil Annelsbach besteht aus der 187,8 Hektar umfassenden Gemarkung Annelsbach.
An den Ortsteil Annelsbach grenzen, vom Norden beginnend, im Uhrzeigersinn an die Orte Pfirschbach, Forstel und Hummetroth.
Südlich des Ortes verläuft die Landesstraße 3106, von der die Kreisstraße 115 abbiegt und im Ort endet.

## Geschichte

### Ortsgeschichte
Die älteste bekannte Erwähnung des damals aus nur einem Bauernhof bestehenden Dorfs erfolgte im Jahre 1314. Über den damaligen Ortsnamen Anoldispach und später Onoltzbach wandelte sich der Name zum heutigen Annelsbach. Im Mittelalter war der Ort durch Eisenerzbergbau geprägt, wovon eine Bergwerksordnung aus dem Jahr 1472 zeugt. Da der Ort zusammen mit dem Breuberger Land in dieser Zeit mehrheitlich wertheimischer Besitz war, ist die Urkunde im Wertheimer Archiv überliefert. Im Jahr 1806 kam der Ort an das Großherzogtum Hessen.
Nach Auflösung der alten Amtsstruktur 1822 fiel der Ort in den Zuständigkeitsbereich des Landgerichts Höchst, nach der Reichsjustizreform von 1877 ab 1879 in den des Amtsgerichts Höchst im Odenwald.
Der Ort hatte im Jahre 1939 insgesamt 50 Einwohner und gehörte zum damaligen Landkreis Erbach.
Zum 1. November 1969 wurde die bis dahin selbständige Gemeinde Annelsbach im Zuge der Gebietsreform in Hessen auf freiwilliger Basis in die Gemeinde Höchst im Odenwald eingemeindet. Für Annelsbach sowie für die übrigen im Zuge der Gebietsreform eingegliederten Gemeinden von Höchst i. Odw. wurden Ortsbezirke gebildet.

### Verwaltungsgeschichte im Überblick
Die folgende Liste zeigt die Staaten und Verwaltungseinheiten, denen Annelsbach angehört(e):
- vor 1806: Heiliges Römisches Reich, Grafschaft Erbach-Schönberg (Anteil an der Grafschaft Erbach), Herrschaft Breuberg (1⁄2) / Fürstentum zu Löwenstein-Wertheim-Rochefort, Zent Höchst (1⁄2)
- ab 1806: Großherzogtum Hessen (Souveränitätslande),[Anm. 2] Fürstentum Starkenburg, Amt Breuberg (zur Standesherrschaft Löwenstein-Wertheim gehörig)
- ab 1815: Großherzogtum Hessen[Anm. 3] (Souveränitätslande), Provinz Starkenburg, Amt Breuberg (zur Standesherrschaft Löwenstein-Wertheim gehörig)
- ab 1822: Großherzogtum Hessen, Provinz Starkenburg, Landratsbezirk Breuberg[Anm. 4]
- ab 1848: Großherzogtum Hessen, Regierungsbezirk Erbach
- ab 1852: Großherzogtum Hessen, Provinz Starkenburg, Kreis Neustadt
- ab 1871: Deutsches Reich,[Anm. 5] Großherzogtum Hessen, Provinz Starkenburg, Kreis Neustadt
- ab 1874: Großherzogtum Hessen, Provinz Starkenburg, Kreis Erbach
- ab 1918: Deutsches Reich, Volksstaat Hessen,[Anm. 6] Provinz Starkenburg, Kreis Erbach
- ab 1939: Deutsches Reich, Volksstaat Hessen, Landkreis Erbach[8][Anm. 7]
- ab 1945: Deutsches Reich, Amerikanische Besatzungszone,[Anm. 8] Groß-Hessen, Regierungsbezirk Darmstadt, Landkreis Erbach
- ab 1946: Deutsches Reich, Amerikanische Besatzungszone, Hessen, Regierungsbezirk Darmstadt, Landkreis Erbach
- ab 1949: Bundesrepublik Deutschland, Hessen, Regierungsbezirk Darmstadt, Landkreis Erbach
- ab 1969: Bundesrepublik Deutschland, Hessen, Regierungsbezirk Darmstadt, Landkreis Erbach, Gemeinde Höchst im Odenwald
- ab 1972: Bundesrepublik Deutschland, Hessen, Regierungsbezirk Darmstadt, Odenwaldkreis, Gemeinde Höchst im Odenwald

## Bevölkerung
Einwohnerstruktur 2011
Nach den Erhebungen des Zensus 2011 lebten am Stichtag, dem 9. Mai 2011, in Annelsbach 171 Einwohner. Darunter waren 21 (12,3 %) Ausländer. Nach dem Lebensalter waren 30 Einwohner unter 18 Jahren, 72 waren zwischen 18 und 49, 45 zwischen 50 und 64 und 27 Einwohner waren älter. Die Einwohner lebten in 69 Haushalten. Davon waren 15 Singlehaushalte, 24 Paare ohne Kinder und 21 Paare mit Kindern, sowie 6 Alleinerziehende und 3 Wohngemeinschaften. In 9 Haushalten lebten ausschließlich Senioren und in 48 Haushaltungen leben keine Senioren.
Einwohnerentwicklung
- 1730: 8 wehrfähige Männer[3]
- Im Jahr 1961 wurden 49 evangelische (70,00 %) und 20 katholische (28,57 %) Christen gezählt.[3]

| Annelsbach: Einwohnerzahlen von 1829 bis 2022 | Annelsbach: Einwohnerzahlen von 1829 bis 2022 | Annelsbach: Einwohnerzahlen von 1829 bis 2022 | Annelsbach: Einwohnerzahlen von 1829 bis 2022 | Annelsbach: Einwohnerzahlen von 1829 bis 2022 |
| --- | --------------------------------------------- | --------------------------------------------- | --------------------------------------------- | --------------------------------------------- |
| Jahr |                                               |                                               |                                               | Einwohner                                     |
| 1829 | 1829                                          |                                               | 86                                            | 86                                            |
| 1834 | 1834                                          |                                               | 82                                            | 82                                            |
| 1840 | 1840                                          |                                               | 76                                            | 76                                            |
| 1846 | 1846                                          |                                               | 72                                            | 72                                            |
| 1852 | 1852                                          |                                               | 77                                            | 77                                            |
| 1858 | 1858                                          |                                               | 79                                            | 79                                            |
| 1864 | 1864                                          |                                               | 81                                            | 81                                            |
| 1871 | 1871                                          |                                               | 81                                            | 81                                            |
| 1875 | 1875                                          |                                               | 77                                            | 77                                            |
| 1885 | 1885                                          |                                               | 70                                            | 70                                            |
| 1895 | 1895                                          |                                               | 62                                            | 62                                            |
| 1905 | 1905                                          |                                               | 65                                            | 65                                            |
| 1910 | 1910                                          |                                               | 62                                            | 62                                            |
| 1925 | 1925                                          |                                               | 61                                            | 61                                            |
| 1939 | 1939                                          |                                               | 50                                            | 50                                            |
| 1946 | 1946                                          |                                               | 81                                            | 81                                            |
| 1950 | 1950                                          |                                               | 86                                            | 86                                            |
| 1956 | 1956                                          |                                               | 76                                            | 76                                            |
| 1961 | 1961                                          |                                               | 70                                            | 70                                            |
| 1967 | 1967                                          |                                               | 71                                            | 71                                            |
| 1970 | 1970                                          |                                               | 86                                            | 86                                            |
| 1980 | 1980                                          |                                               | ?                                             | ?                                             |
| 1990 | 1990                                          |                                               | ?                                             | ?                                             |
| 2000 | 2000                                          |                                               | ?                                             | ?                                             |
| 2005 | 2005                                          |                                               | 170                                           | 170                                           |
| 2010 | 2010                                          |                                               | 171                                           | 171                                           |
| 2011 | 2011                                          |                                               | 180                                           | 180                                           |
| 2015 | 2015                                          |                                               | 194                                           | 194                                           |
| 2020 | 2020                                          |                                               | 176                                           | 176                                           |
| 2021 | 2021                                          |                                               | 167                                           | 167                                           |
| 2022 | 2022                                          |                                               | 174                                           | 174                                           |
| Datenquelle: Historisches Gemeindeverzeichnis für Hessen: Die Bevölkerung der Gemeinden 1834 bis 1967. Wiesbaden: Hessisches Statistisches Landesamt, 1968. Weitere Quellen: LAGIS; Gemeinde Höchst im Odw.: 2005-2015; 2016-2022; Zensus 2011 |                                               |                                               |                                               |                                               |

## Politik
Für Annelsbach besteht ein Ortsbezirk (Gebiete der ehemaligen Gemeinde Lichtenberg) mit Ortsbeirat und Ortsvorsteher nach der Hessischen Gemeindeordnung. Der Ortsbeirat besteht aus drei Mitgliedern. Bei den Kommunalwahlen in Hessen 2021 betrug die Wahlbeteiligung zum Ortsbeirat 48,63 %. Dabei wurden gewählt: zwei Mitglieder der CDU und ein Mitglied des Bündnis 90/Die Grünen. Der Ortsbeirat wählte Gundi Giegerich-Sanne (Grüne) zur Ortsvorsteherin.

## Regelmäßige Veranstaltungen
Jedes Jahr im August veranstaltet der Verkehrs- und Verschönerungsverein Annelsbach e. V. das Annelsbacher Sommerfest.

## Persönlichkeiten
- Johann Friedrich König (1772–1832), in Annelsbach geborener Landwirt, Politiker und Abgeordneter der 2. Kammer der Landstände des Großherzogtums Hessen